# Coniophora nijveldti
Coniophora nijveldti är en tvåvingeart som beskrevs av Dimitrova 1992. Coniophora nijveldti ingår i släktet Coniophora och familjen gallmyggor.
Artens utbredningsområde är Bulgarien. Inga underarter finns listade i Catalogue of Life.